# 奥尔努瓦地区锡尔方丹
奥尔努瓦地区锡尔方丹（法語：Cirfontaines-en-Ornois，法語發音：[siʁfɔ̃tɛn ɑ̃.n‿ɔʁnwa]）是法国上马恩省的一个市镇，属于圣迪济耶区。

## 地理
奥尔努瓦地区锡尔方丹（48°27'18"N, 5°23'14"E）面积13.95 平方千米，位于法国大東部大區上马恩省，该省份为法国东北部内陆省份，北起马恩省和默兹省，西接奥布省，西南接科多尔省，东南接上索恩省，东临孚日省。
与奥尔努瓦地区锡尔方丹接壤的市镇（或旧市镇、城区）包括：日约梅、勒泽维尔、比尔、沙塞博普雷、贡德勒库尔堡、巴鲁瓦地区芒德尔。

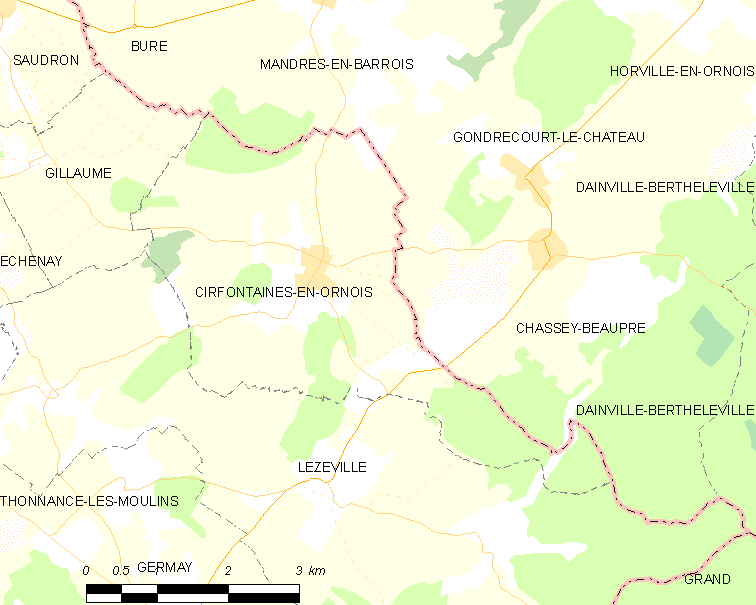
奥尔努瓦地区锡尔方丹的OSM定位图

奥尔努瓦地区锡尔方丹的时区为UTC+01:00、UTC+02:00（夏令时）。

## 行政
奥尔努瓦地区锡尔方丹的邮政编码为52230，INSEE市镇编码为52131。

## 政治
奥尔努瓦地区锡尔方丹所属的省级选区为普瓦松县。

## 人口

1962-2008年间奥尔努瓦地区锡尔方丹人口变化图示

奥尔努瓦地区锡尔方丹于2022年1月1日时的人口数量为88人。